# Конари (Сохачевський повіт)
Конари (пол. Konary) — село в Польщі, у гміні Брохув Сохачевського повіту Мазовецького воєводства.
Населення — 322 особи (2011).
У 1975-1998 роках село належало до Варшавського воєводства.

## Демографія
Демографічна структура станом на 31 березня 2011 року:
|          | Загалом | Допрацездатний вік | Працездатний вік | Постпрацездатний вік |
| -------- | ------- | ------------------ | ---------------- | -------------------- |
| Чоловіки | 152     | 35                 | 105              | 12                   |
| Жінки    | 170     | 36                 | 100              | 34                   |
| Разом    | 322     | 71                 | 205              | 46                   |